# Ritter zum feurigen Kreuz
Die Ritter zum feurigen Kreuz, auch Orden der Ritter des Feurigen Kreuzes, Orden der Ritter vom feurigen Kreuz, war eine Geheimorganisation während der Weimarer Republik, die dem US-amerikanischen Ku-Klux-Klan nachempfunden war.

## Geschichte
So gut wie alles, was man heute über die Ritter des feurigen Kreuzes  weiß, stammt aus einer Ermittlung der Berliner Kriminalpolizei vom Sommer 1925, deren Ergebnisse am 10. September 1925 bei einer Pressekonferenz bekanntgegeben wurden. Die Aufdeckung der Geheimorganisation war Nebenprodukt von zwei nicht zusammenhängenden Ermittlungen, eines Vermisstenfalles und eines möglichen Fememords.
Danach wurde die Organisation am 21. Februar 1925 in Berlin von dem Deutsch-Amerikaner Otto Strohschein, dessen Sohn Gotthard (1895–1982) sowie dem amerikanischen Studenten Donald B. Gray gegründet. Otto Strohschein, 1893 in die USA ausgewandert, war 1921 nach Berlin zurückgekehrt. In den Vereinigten Staaten hatte er für eine evangelische Gemeinde als Hilfsschullehrer gearbeitet, war 1914 ordiniert worden und dann Pfarrer einer deutschsprachigen Gemeinde der Congregational Church in Herington (Kansas) gewesen. Im Ersten Weltkrieg war er wegen einiger deutschfreundlicher Äußerungen in das Blickfeld des FBI geraten. Er hatte wohl Kontakte zum Ku-Klux-Klan geknüpft, gab aber an, nie Mitglied gewesen zu sein. 1924/25 trat er als Redner für die Deutschsoziale Partei auf. Seine Motivation für die Gründung des Geheimbundes sind unklar, es ist durchaus möglich, „dass er mehr ein Schwindler war als ein hingebungsvoller Streiter für die völkische Sache“. Jedenfalls versuchte er etwas ähnliches wie den Klan im Deutschen Reich zu verbreiten. Dabei orientierte er sich an den Strukturen, Formen und Titeln der Ursprungsorganisation. Dabei wurden einige Titel verdeutscht und die germanische Mythologie miteinbezogen, so wurde aus dem „Grand Wizard“ der „Wodan“ und das Leitungsgremium als „Asgard“ bezeichnet. Der Senat wurde dann als „Walhall“ bezeichnet. Der Schriftführer wurde „Heimdahl“ genannt. Übernommen wurde das Symbol des brennenden Kreuzes, das bereits im Namen Verwendung fand. Auch eingeführt wurde das Symbol eines Totenkopfs sowie die weißen Gewänder, die charakteristisch für den Klan waren.
Die Ritter veranstalteten Treffen und imitierten einige Rituale. In § 1 der Satzungen wurde der Zweck des Ordens folgendermaßen definiert: „Der Orden Ritter des feurigen Kreuzes hat den Zweck, alle deutschen Männer germanischer Herkunft zusammenzuschließen zum gemeinsamen Streben nach deutscher Einigkeit.“ In Ziffer 11 des Statuts wurde gesagt, dass die Ordensmitglieder nicht bloß Worte hören, sondern endlich Taten sehen wollen. Ziffer 13 besagte: „Juden dürfen in unserem Vaterlande nicht geduldet werden.“ Die Mitglieder rekrutierten sich aus rechten Kampfverbänden und Parteien, vor allem dem Frontbann. Bei der Aufdeckung wurde eine Liste von 350 Mitgliedern gefunden. Ein angeblich ebenfalls bei den Ermittlungen gefundenes Foto soll ein Aufnahmeritual zeigen. Es galt jedoch schon bald als von Kriminalbeamten mit gefundenen Utensilien gestellt.
Schon im Juni 1925 wurden Vater und Sohn Strohschein sowie Don Gray aus dem Geheimbund, den sie selber gegründet hatten, ausgeschlossen. Dabei ging es um finanzielle Unregelmäßigkeiten sowie darum, dass eine völkische Gruppierung nicht von Ausländern geleitet werden sollte.
Zum Fanal für diese erste Klangruppierung in Deutschland, die noch eine Zweigloge in Breslau mit etwa sechs Mitgliedern unterhielt, wurde ein schon zwei Jahre alter politischer Mordfall. In Döberitz in Brandenburg wurde im Juni 1923 Erich Pannier umgebracht, ein Mitglied der Schwarzen Reichswehr. Dabei handelte es sich höchstwahrscheinlich um einen Fememord eines Kameraden, da Pannier sich verdächtig gemacht haben soll. Als die Polizei am 7. September 1925 einen 20-jährigen Verdächtigen namens Wilhelm Weckerle festnahm, fand man bei ihm einen Briefkopf mit den Initialen „R. F. K.“ sowie eine Mitgliedskarte. Bei dem Verdächtigen handelte es sich um den „Heimdahl“ der Organisation. Einen Monat zuvor hatten Polizisten bei einer Vermisstenanzeige ein Schreiben ebenjenes „Heimdahls“ gefunden. Dieses war an Fritz Siebert adressiert, ein Mitglied des Frontbanns und der Sturmabteilung der NSDAP, der von seinem Vater als vermisst gemeldet wurde.
Die Polizei kam so auf die Spur des Klanablegers. Am 9. September 1925 verhaftete sie 18 mutmaßliche Klanmitglieder und stellte diverse Klan-Utensilien, die Mitgliederliste sowie wenige Hieb- und Stichwaffen sicher. Die festgenommenen Mitglieder bestritten eine gewalttätige Ausrichtung des Klans und stellten ihn als eine unpolitische Gruppierung dar, die vor allem gesellige Bierfeste im Sinn hatte. Strohschein bestritt, vom US-amerikanischen Klan beeinflusst gewesen zu sein und auch der US-amerikanische Klan ging auf Distanz.
19 der Mitglieder der Ritter zum feurigen Kreuz wurden nach § 128 des Reichsstrafgesetzbuchs angeklagt. 1926 wurde das Verfahren auf Grund einer Generalamnestie von Paul von Hindenburg eingestellt. Gotthard Strohschein, der auch einen US-amerikanischen Pass besaß, wurde ausgewiesen, und Don Gray setzte sich bereits vor den Ermittlungen in die Vereinigten Staaten ab. Die verbliebene Organisation blieb im Verborgenen und wurde um 1930 aufgelöst.
In der aufgeheizten politischen Lage des Jahres 1925 fand die Aufdeckung des Ordens große Aufmerksamkeit in der Öffentlichkeit, zumal ein gerichtlich nicht verifizierter Zusammenhang mit den Fememorden, deren Hintermännern wie Erich Klapproth und dem Putschisten von Küstrin Major Bruno Ernst Buchrucker hergestellt wurde. Die Beurteilung der Gruppe schwankt. Sie war sicher nicht so stark und gefährlich, wie in der Pressekonferenz und den daraus resultierenden Artikeln dargestellt; andererseits war sie kein Narrenorden, den man nicht ernst nehmen könnte, wie es die deutsche Rechte darstellte.